# Janiszki (okręg szawelski)
Janiszki (lit. Joniškis) – miasto na Litwie, położone w okręgu szawelskim na terenach rolniczych w pobliżu granicy z Łotwą, 40 km na północ od Szawli, ok. 11 tys. mieszkańców (2005).
Znajduje się tu stacja kolejowa Janiszki, położona na linii Jełgawa – Szawle.

## Historia
Wzmiankowane w 1536 r., prawa miejskie otrzymały w 1616 od króla Zygmunta III Wazy. Przynależały do ekonomii szawelskiej na Żmudzi.
Podczas okupacji hitlerowskiej, 19 lipca 1941 roku Niemcy utworzyli getto dla żydowskich mieszkańców. Przebywało w nim około 700 osób. 27 sierpnia 1941 roku Niemcy zlikwidowali getto, a Żydów rozstrzelano w lesie Vilkiauşis, a część wywieziono do getta w Żagorach. 

## Zabytki
- Kościół Wniebowzięcia Najświętszej Maryi Panny(inne języki)
- Biała Synagoga (klasycystyczna)

## Galeria

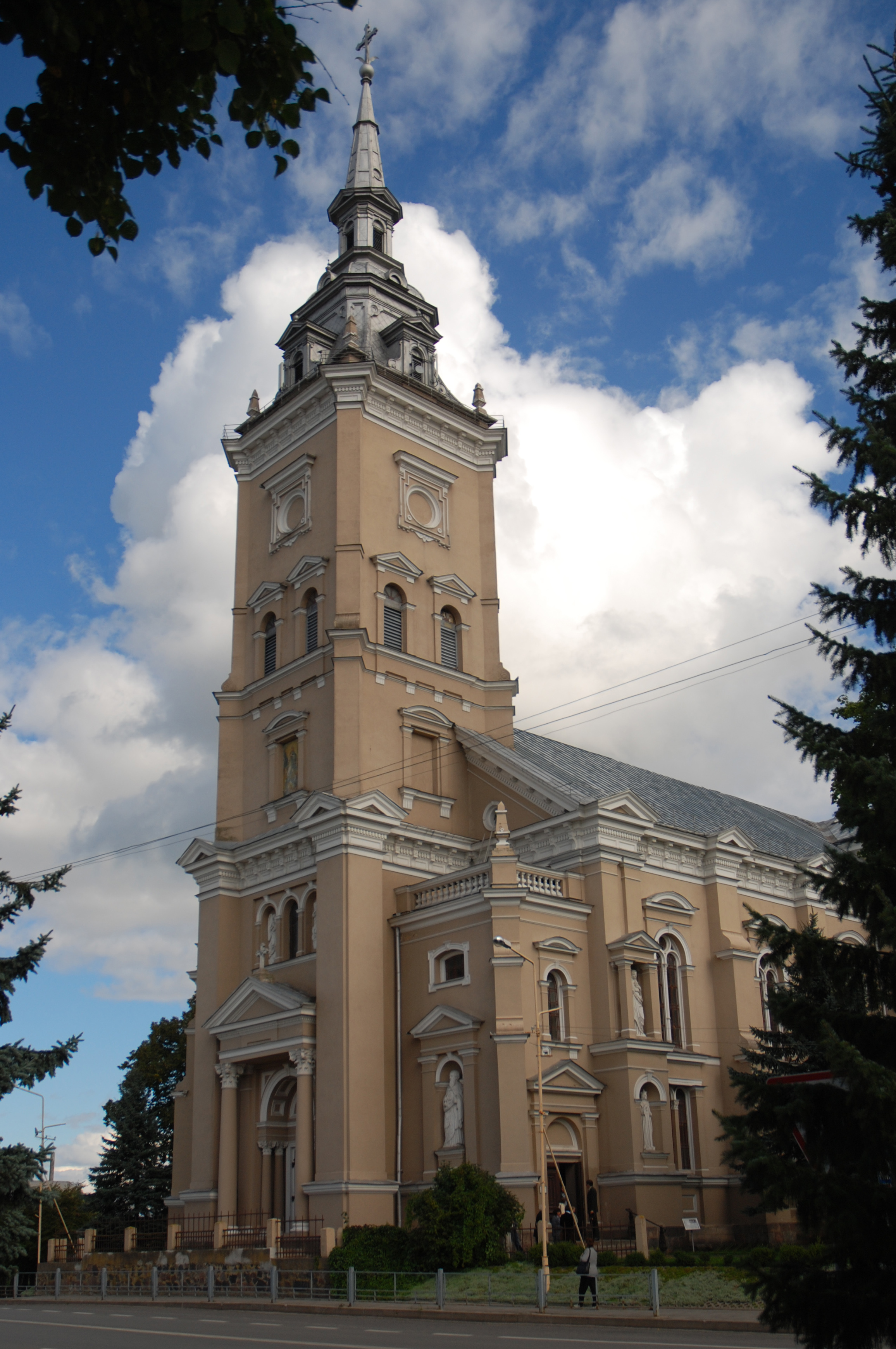
Kościół Wniebowzięcia NMP
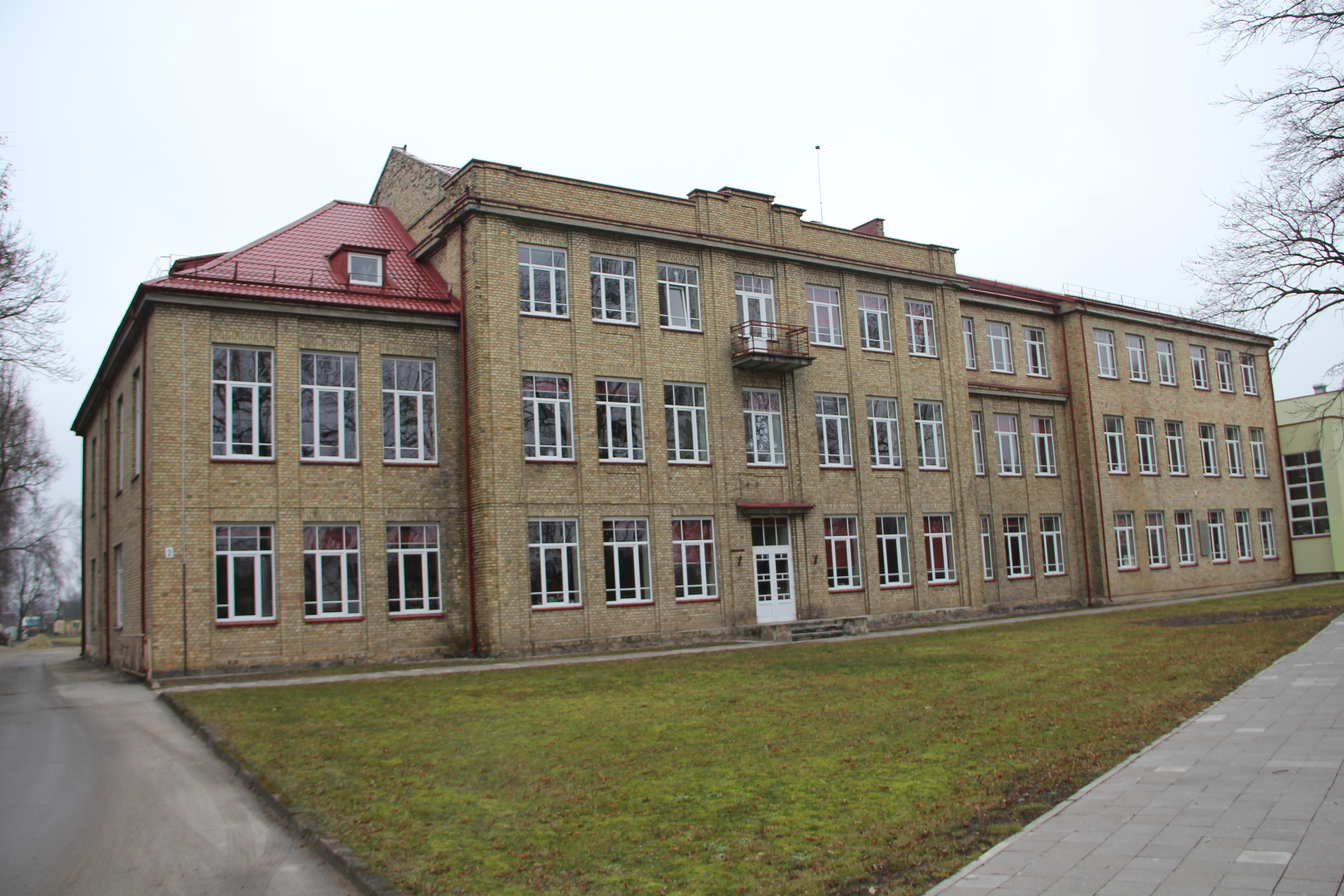
Gimnazjum
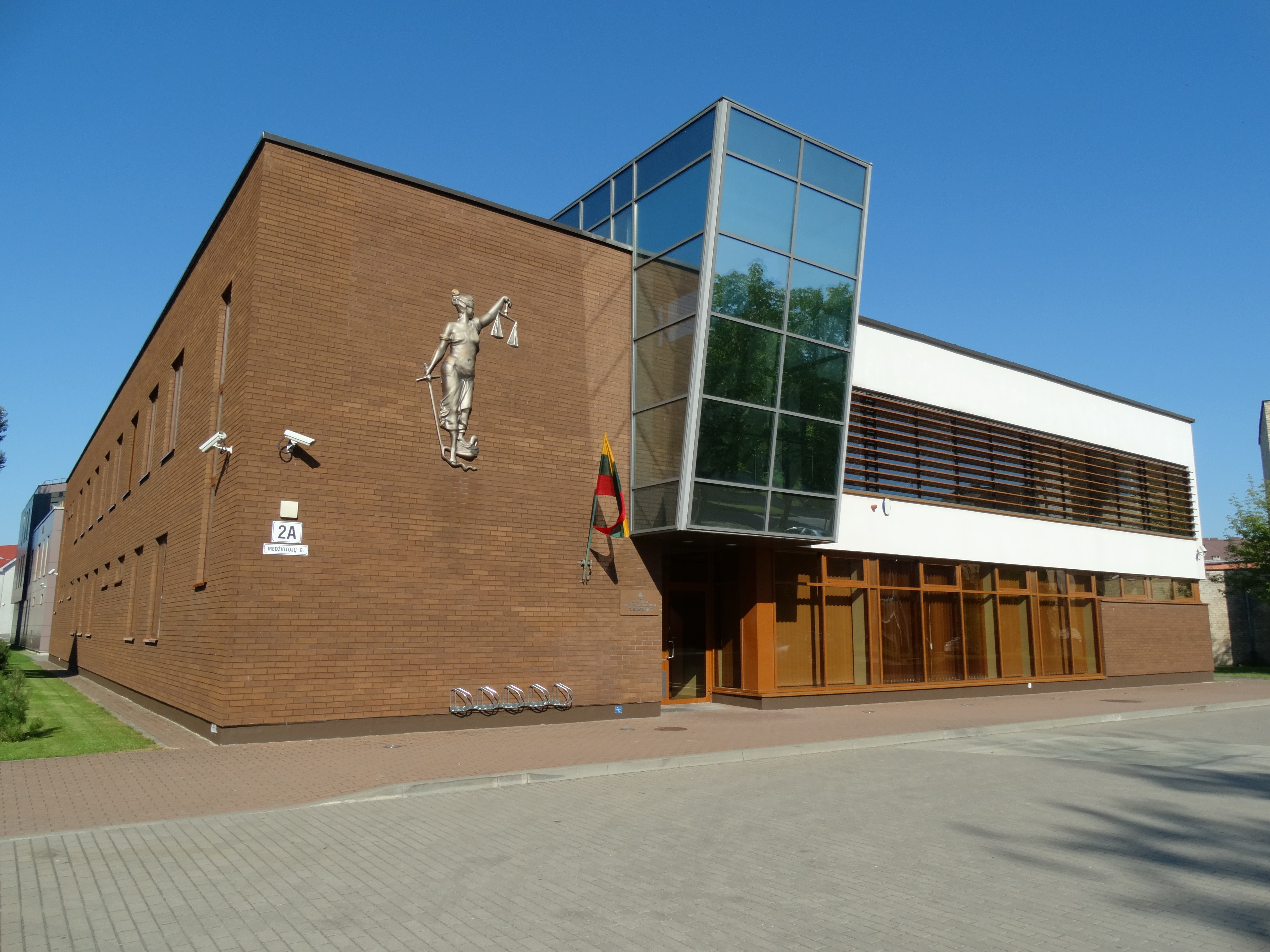
Sąd